# Diplonotos confragus
Diplonotos confragus är en mossdjursart som beskrevs av Gordon 1993. Diplonotos confragus ingår i släktet Diplonotos och familjen Bifaxariidae. Inga underarter finns listade i Catalogue of Life.